# Thorictus ruzskii
Thorictus ruzskii là một loài bọ cánh cứng trong họ Dermestidae. Loài này được Semenov-Tian-Shanskiy miêu tả khoa học năm 1903.